# USAC National Championship 1964
USAC National Championship 1964 var ett race som kördes över 13 omgångar. A.J. Foyt vann hela tio deltävlingar, inklusive 1964 års Indianapolis 500, och tog en överlägsen titel. Rodger Ward blev tvåa, med Lloyd Ruby på tredje plats.

## Delsegrare
| Datum        | Bana             | Vinnare        |
| ------------ | ---------------- | -------------- |
| 22 mars      | Phoenix          | A.J. Foyt      |
| 19 april     | Trenton          | A.J. Foyt      |
| 30 maj       | Indianapolis 500 | A.J. Foyt      |
| 7 juni       | Milwaukee        | A.J. Foyt      |
| 21 juni      | Langhorne        | A.J. Foyt      |
| 19 juli      | Trenton          | A.J. Foyt      |
| 22 augusti   | Springfield      | A.J. Foyt      |
| 23 augusti   | Milwaukee        | Parnelli Jones |
| 7 september  | DuQuoin          | A.J. Foyt      |
| 26 september | Indiana          | A.J. Foyt      |
| 27 september | Trenton          | Parnelli Jones |
| 25 oktober   | Sacramento       | A.J. Foyt      |
| 22 november  | Phoenix          | Lloyd Ruby     |

## Slutställning
| Plats | Förare         | Poäng |
| ----- | -------------- | ----- |
| 1     | A.J. Foyt      | 2900  |
| 2     | Rodger Ward    | 2128  |
| 3     | Lloyd Ruby     | 1752  |
| 4     | Don Branson    | 1700  |
| 5     | Bud Tingelstad | 1640  |
| 6     | Parnelli Jones | 940   |
| 7     | Bobby Marshman | 867   |
| 8     | Norm Hall      | 677   |
| 9     | Johnny White   | 630   |
| 10    | Bob Harkey     | 560   |
| 11    | Mario Andretti | 530   |
| 12    | Johnny Boyd    | 500   |